# Hemidactylus funaiolii
Hemidactylus funaiolii este o specie de șopârle din genul Hemidactylus, familia Gekkonidae, descrisă de Lanza 1978. Conform Catalogue of Life specia Hemidactylus funaiolii nu are subspecii cunoscute.